# La vedova tatuata
La vedova tatuata (Den tatuerade änkan) è un film svedese del 1998, scritto e diretto da Lars Molin. Nel 1999 La vedova tatuata è stato premiato con un Premio Emmy come miglior pellicola per la visione internazionale.

## Trama
Le vicende sono incentrate su una donna ultrasessantenne, Ester, interpretata da Mona Malm. Ester vive con il frutto di un matrimonio non riuscito, ma riesce a curare sé, la sua casa e la sua famiglia, e ad essere una nonna buona. Ma quando una parente, la zia Agnese (sua sorella), muore  per infarto, la vita di Ester cambierà completamente. La morte di Agnese le darà la possibilità di iniziare una vita nuova, che fungerà come impulso per vivere i suoi sogni e stare meglio con i suoi familiari.

## Riconoscimenti
- Premio Emmy
  - Miglior pellicola per la visione internazionale